# SV Bayer Wuppertal
SV Bayer Wuppertal – niemiecki klub sportowy, wielosekcyjny, z siedzibą w Wuppertal.
W klubie działają sekcje: koszykówki, baseballu, piłki nożnej, piłki siatkowej, podnoszenia ciężarów, judo, lotniarstwa, gimnastyki i gimnastyki artystycznej, tańca, pływania, pływania, strzelectwa, taekwondo, tennisa ziemnego i stołowego.

## Piłka siatkowa
Największe sukcesy klubowe przypadają sekcji siatkarskiej. Obecnie siatkarze grają w 1. Bundeslidze.
Kadrę zespołu stanowią: Dirk Grübler, Florian Wilhelm, Sebastian Kühner, Thilo Späth, Lars Dinglinger, Gergely Chowanski, Thomas Plichta, Artur Augustyn, Peter Lyck i Mads Ditlevsen.